# パンアメリカン航空845便離陸衝突事故
パンアメリカン航空845便離陸衝突事故（パンアメリカンこうくう845びんりりくしょうとつじこ、Pan Am Flight 845）とは、1971年7月30日にパンアメリカン航空のロサンゼルス国際空港発羽田行845便、ボーイング747-121が途中経由地のサンフランシスコ国際空港での離陸時に発生した事故である。
死者は出なかったものの重軽傷者が29人発生し、ボーイング747の人身事故としては初のケースとなった。なお事故機はボーイング747として世界初の商業運航を担当した機体である。

## 事故概要

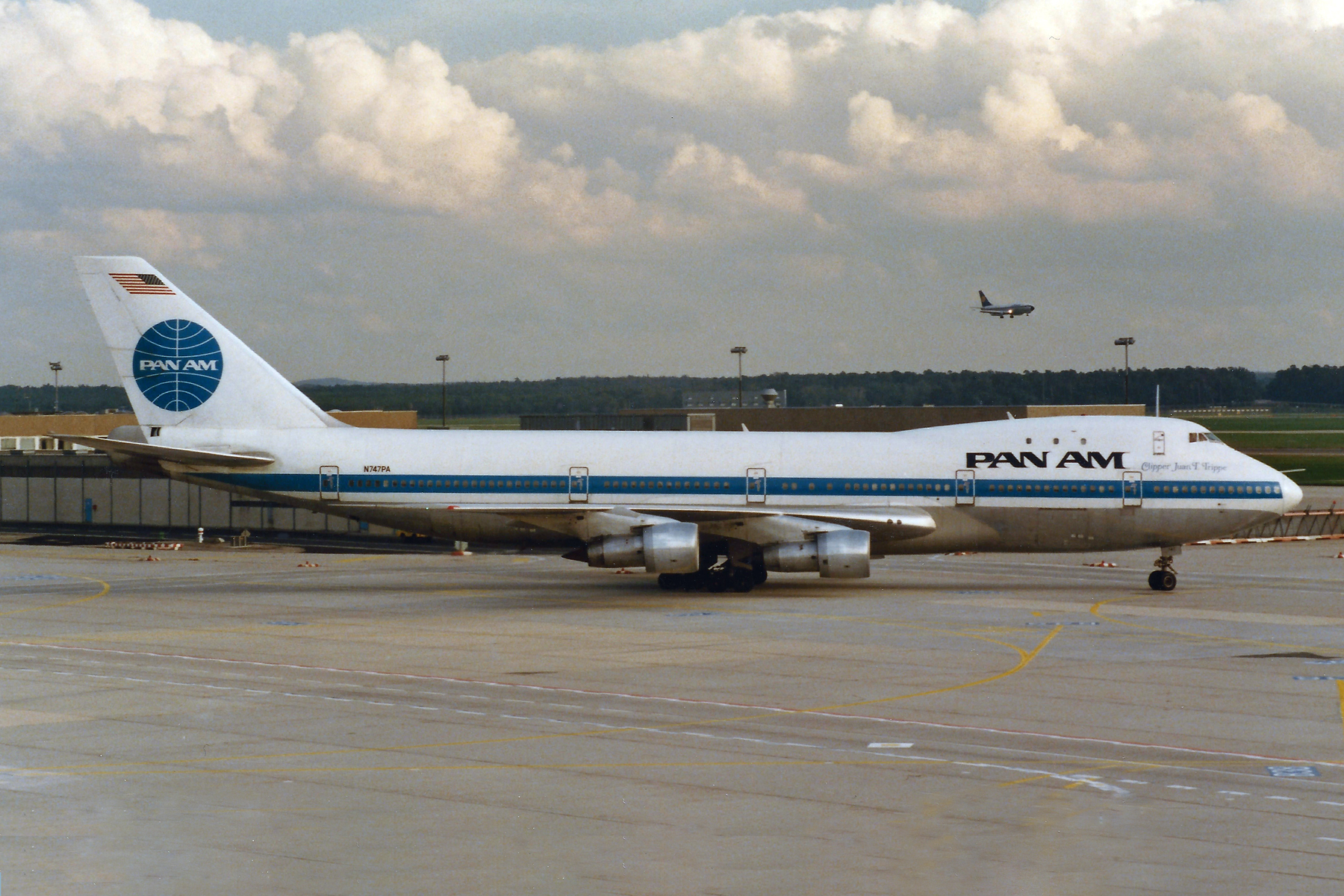
1984年に撮影された事故機

1971年7月30日15時28分、パンアメリカン航空845便は管制官の許可を受け、滑走路01Rから離陸滑走を開始した。しかし、滑走途中で速度が充分に出ていないまま滑走路端が急速に近づいてくる事に危険を感じたため、離陸速度に達していなかったが副操縦士が「ローテーション!」と叫び機長は操縦桿を引いた。
機体は浮上したもののその際に主脚を進入灯に衝突させたため、衝突音とともに床を突き破って構造材が客室に飛び込んで来た。一つは乗客の一人の左足ともう一人の左腕を砕きそのまま天井を突き破って機体の外に飛び出した。二つ目は乗客のいない座席4つを串刺しにした。三つ目は乗客のいない座席とトイレを貫通し客室後部の壁に突き刺さった。周辺の床は15cm〜30cmにわたって盛り上がってしまった。
機長は管制官に対し緊急着陸の許可を求めるとともに、空港上空を旋回し地上から車輪の状態の確認を求めた。その結果、右側胴体下の主脚は後方に跳ね上がって胴体にめり込み、左側や貨物室・フラップ・水平安定板も激しく破損していた。またこの時客室床を通る油圧系統3系統が使用不能となり、天井を通る残りの一系統を使用しての緊急着陸を余儀なくされる事となったが、使用可能だったのは方向舵は下側1つ・昇降舵は4つのうち右1つだけなどと軒並み打撃を受けていた。
事故機は燃料を洋上投棄した後緊急着陸した。機長は着陸と同時にエンジンレバーを逆噴射としたが右側第四エンジンしか切り替わらなかったため、まもなく逆噴射をとめて全エンジンをカットした。スポイラーも12枚中4枚しか立ち上がらなかったため、機体の安定を保つことが出来ず同機は右に逸れて滑走路から飛び出し草むらを暴走したものの、辛うじて着陸に成功した。しかし、衝撃の影響で一部の脱出スライドが作動せず混乱が起きた。さらに主脚の損傷により機体が前傾していたため、脱出スライドを使用しての脱出の途中にこれが後ろ向きに傾き、前方で脱出していた人が背骨を折るなど負傷者が続出した。乗客2人が衝突時に重傷を負い、緊急脱出時にも27人が負傷し、そのうち8人が重傷を負った。

## 事故原因
操縦系統の多重化などボーイング747のフェイルセーフ思想が結果的に実証される事となったが、運航・管制などミスの連鎖が事故を引き起こす原因となった。
1. 当時サンフランシスコ国際空港は4本ある滑走路のうち、路面補修のため最も長い滑走路「28L」（3180メートル）が閉鎖中。「01R」（2850メートル）も滑走路端330メートルが使用禁止であり、連邦航空局は安全基準に合致しないとして「01R」からのボーイング747の離陸を禁止していた。これらの情報は空港側から空港情報サービス放送にて情報送信は行なわれていたが、航空会社に対しての文書による告知（ノータム）は行なわれていなかった。
2. パンナムの運航管理者は「01R」でのボーイング747の離陸禁止を知らなかった。845便乗務員が離陸直前「28R」での離陸を希望したところ、運航管理者は気象条件などから「01R」での離陸を指示。乗務員が空港情報サービス放送での「01Rの330メートルが使えない」情報について尋ねたところ、運航管理者はその事を知らなかったため空港管制官に問い合わせた。
3. それに対し管制官は「330メートルが使用禁止になっているが、ボーイング747の離陸に支障ない滑走路の長さがある」と誤った返答をしてしまった。
4. それを受けて運航管理者が『使用禁止部分＝滑走路外の余備部分』と早とちりして乗務員に「閉鎖部分は滑走路端の余備部分の事だ。ペンキで印された出発点より手前でエンジンの推力を出してはならない。ペンキで印された地点からスタートしても滑走路の長さは2850メートルある」と伝えてしまった。
5. さらに滑走路の長さ・気象条件などから離陸時の操作の変更を指示。フラップ角を20度にするよう機長に指示したが、機長はフラップ角変更による離陸速度の再計算を忘れ、しかもチェックリストから欠落していたため再確認がなされなかった。このため（実際には滑走路端では離陸可能な速度に達していたが）フラップ角度を変更していない時の離陸速度に届く前に滑走路端が接近、あわてて操縦桿を引き起こしたが間に合わず主脚を進入灯に衝突させてしまった。